# Günther Leonhart
Günther Leonhart (* 31. August 1929 in Bad Kreuznach; † 23. März 2003 ebenda) war ein deutscher Politiker (SPD). Er war von 1967 bis 1980 Abgeordneter im Landtag von Rheinland-Pfalz und von 1980 bis 1990 Mitglied des Deutschen Bundestages.

## Leben
Nach dem Besuch der Volksschule und der Berufsschule absolvierte Leonhart ab 1944 eine Lehre als Vermessungstechniker in der Kulturverwaltung, die er 1947 abschloss. Er wurde Angestellter im öffentlichen Dienst und arbeitete bis 1967 in der Landeskulturverwaltung, ab 1952 als behördlich geprüfter Vermessungstechniker. 1946 schloss er sich der Gewerkschaft an und von 1958 bis 1967 war er Personalratsvorsitzender beim Kulturamt Bad Kreuznach.
Leonhart begann seine politische Laufbahn bei der Sozialistischen Jugend Deutschlands – Die Falken. Er trat 1956 in die SPD ein und zählte 1957 zu den Gründungsmitgliedern des Juso-Verbandes Bad Kreuznach, dem er als erster Vorsitzender vorstand. Ab 1958 war er Mitglied des Juso-Bezirksvorstandes. Später war er Mitglied des SPD-Bezirksvorstandes und SPD-Unterbezirksvorsitzender sowie Mitglied des Beirates für Arbeitnehmerfragen und Agrarpolitik beim SPD-Parteivorstand.
Er war seit 1960 Ratsmitglied der Stadt Bad Kreuznach und dort von 1962 bis 1971 Vorsitzender der SPD-Fraktion. Von 1971 bis 1975 war er Kreuznacher Bürgermeister und in dieser Funktion dem Oberbürgermeister Peter Fink beigeordnet.
Bei den Landtagswahlen 1967, 1971, 1975 und 1979 wurde er jeweils als Abgeordneter in den Rheinland-Pfälzischen Landtag gewählt und nahm Funktionen auf Kreis- und Bezirksebene wahr. Im Parlament war er von 1967 bis 1971 stellvertretender Vorsitzender des Ausschusses für Landwirtschaft und Weinbau und Mitglied des Verwaltungsreformausschusses sowie des Zwischenausschusses, von 1971 bis 1975 Mitglied des Sozialpolitischen Ausschusses, von 1975 bis 1979 Mitglied des Ausschusses für Landwirtschaft, Weinbau und Umwelt sowie des Haushalts- und Finanzausschusses und von 1979 bis 1980 Mitglied des Ausschusses für Landwirtschaft, Weinbau und Forsten. Nach seiner Wahl in den Bundestag schied er am 30. November 1980 aus dem Landtag aus. Das Mandat übernahm Anni Schneider im Nachrückverfahren.
Dem Deutschen Bundestag gehörte Leonhart von 1980 bis 1990 an. Er hatte bei den Bundestagswahlen 1980, 1983 und 1987 das Direktmandat im Wahlkreis 150 (Kreuznach) gewonnen und war in allen Wahlperioden Mitglied des Verteidigungsausschusses.
Er war zudem Mitglied der Europa-Union, des Landesjugendwohlfahrtsausschusses und der Arbeiterwohlfahrt.
Günther Leonhart war evangelisch, verheiratet und hatte zwei Kinder.

## Ehrungen und Auszeichnungen
- 1972: Verdienstkreuz am Bande der Bundesrepublik Deutschland
- 1989: Verdienstkreuz 1. Klasse der Bundesrepublik Deutschland